# Гайтер (посёлок станции)
Гайтер — посёлок станции в Комсомольском районе Хабаровского края. Входит в состав Гайтерского сельского поселения.

## Население
| 2002 | 2010 | 2011 | 2012 | 2021 |
| ---- | ---- | ---- | ---- | ---- |
| 52   | ↘37  | ↗38  | ↘32  | ↗41  |

## Улицы
В населённом пункте имеются две улицы: Железнодорожная и Победы.